# NGC 1808
NGC 1808 je galaksija u zviježđu Golubu.

## Vanjske poveznice
- SEDS: NGC 1808